# Operapartij van Morphy
De operapartij van Morphy is een schaakpartij die in 1858 in de Opéra Garnier in Parijs werd gespeeld door de officieuze wereldkampioen Paul Morphy met wit en het elkaar consulterende duo hertog Karel II van Brunswijk en graaf Isouard de Vauvenargues met zwart. 
Het is een vlotte partij waarin Morphy de fouten van zijn tegenstanders met krachtige zetten snel afstraft en al op de 17e zet mat geeft. Zwart komt door een bedenkelijke ruil op de 4e zet passief te staan. Door hun zwakke 9e en 10e zet kan wit een snel winnende koningsaanval inzetten.

## Partijverloop
1. e4 e5 2. Pf3 d6 3. d4 Lg4 4. dxe5 Lxf3? De witte dame komt nu sterk te staan. 5. Dxf3 dxe5 6. Lc4 Pf6 7. Db3! Wit dreigt nu zowel met Dxb7 als met Lxf7 de zwarte stelling binnen te vallen. 7...De7 8. Pc3 c6 9. Lg5 b5?
Zie het diagram. 10. Pxb5 cb? Zwart zou met Db4 de schade tot het verlies van twee pionnen kunnen beperken. Wit heeft nu een snel winnende koningsaanval. 
11. Lxb5+ Pbd7 12. 0-0-0 Td8 13. Txd7 Txd7 14. Td1 De6 15. Bxd7+ Pxd7 16. Db8+ Pxb8 17. Td8# 1-0